# Klonoa
Klonoa (クロノア?, Kuronoa) è una serie di videogiochi, prevalentemente a piattaforme, incentrata sul personaggio fantasy di Klonoa.

Diversi personaggi comparsi in Klonoa 2: Dream Champ Tournament. In primo piano da sinistra: Anemon, Joka, Chipple, Popka, Lolo, Zweegle e Guntz. In secondo piano da destra: Gomeroth, Klonoa, Suiryu e Diglo

Ne fanno parte due giochi principali, Klonoa: Door to Phantomile e Klonoa 2: Lunatea's Veil, e diversi spin-off, oltre al manga Shippuu Tengoku Kaze no Klonoa.

## Videogiochi

### Serie principale
- Klonoa: Door to Phantomile (1997 in Giappone, 1998 in Occidente) PlayStation
- Klonoa 2: Lunatea's Veil (2001) PlayStation 2
- Klonoa Phantasy Reverie Series (2022), raccolta rimasterizzata

### Spin-off
- Kaze no Klonoa: Moonlight Museum (1999) WonderSwan
- Klonoa: Empire of Dreams (2001 - 2002) GBA
- Klonoa 2: Dream Champ Tournament (2002) GBA
- Klonoa Beach Volleyball (2002) PlayStation
- Klonoa Heroes: Densetsu no Star Medal (2002) Game Boy Advance

## Personaggi

### Klonoa
È il protagonista, chiamato anche "il Viaggiatore dei Sogni" perché porta con sé un anello che sarebbe in grado di salvare la terra dal caos. È conosciuto per le sue lunghe orecchie e il cappello blu. Ha l'aspetto di un gatto.

### Huepow
Huepow (ヒューポー?, Hyūpō), chiamato Hewpoe nel remake, è il Principe di Cress, il Regno lunare e migliore amico di Klonoa e somiglia ad una sfera blu rotante con una faccia. È uno spirito che vive in un anello che cadde un giorno dal cielo. Huepow normalmente sta dentro l'anello ed aiuta Klonoa ad usare il potere del vento. Huepow inoltre esce periodicamente dall'anello per dare alcuni consigli a Klonoa. Appare come arbitro in Klonoa Beach Volleyball, quindi non è un personaggio giocabile.
È doppiato in giapponese da Fujiko Takimoto (versione PS1), Akemi Kanda (versione Wii) e in italiano da Serena Clerici (versione Wii).

### Ghadius
Ghadius (ガディウス?, Gadiusu) è uno spirito oscuro che si è risvegliato dal suo lungo sonno. Il suo imprigionamento era una punizione decisa dagli Spiriti ed il suo lungo sonno è durato tremila anni, e adesso cerca vendetta. Ghadius progetta di trasformare Phantomille in un mondo di incubi. Lui controlla il mondo delle tenebre e ha l'abilità di deformare lo spazio. Ghadius è aiutato dal suo assistente fannullone, ma spinto da buone intenzioni, Joka.
È doppiato in giapponese da Kei Yoshimizu (versione PS1), Ryūzaburō Ōtomo (versione Wii) e in italiano da Stefano Albertini (versione Wii).

### Joka
Joka (ジョーカー?, Jōkā) rinominato Joker nel remake del primo titolo, è il fedele servo di Ghadius che cerca semplicemente di accontentarlo. Tutto ciò che vuole è essere rispettato dal suo padrone Ghadius. È in grado di sfruttare parzialmente i poteri dell'oscurità. Rudo e dalla forte voce, cerca di rendere difficile la vita di Klonoa per impedirgli di raggiungere il suo maestro. Appare anche in Klonoa Beach Volleyball. Assomiglia ad un clown.
È doppiato in giapponese da Yoshihiko Arawi (versione PS1), Katsuya Shiga (Klonoa Beach Volleyball), Toshio Furukawa (Namco × Capcom), Bin Shimada (versione Wii) e in italiano da Luca Sandri (versione Wii).

### Lephise
Lephise (レフィス?, Refisu) rinominata Lefisa in italiano nel remake del primo titolo, è la leggendaria diva che può cantare l'inno della rinascita per riportare la vita al mondo. Lei è inseguita da Ghadius, il re delle tenebre, che vuole corrompere i suoi poteri. Appare solo in Klonoa: Door to Phantomile dove è originaria di Cress.
È doppiata in giapponese da Sawako Natori (versione PS1), Yūko Minaguchi (versione Wii) e in italiano da Monica Bonetto (versione Wii).

### Balue
Balue (バルー?, Barū) lavorava un tempo nella Miniera Gunston prima di trasferirsi al villaggio Brezza di vento. Lui crede nella leggenda della Diva Lephise. Lui dice che il suo ultimo desiderio sarebbe andare sul Regno Lunare, dove lei vive. È un romantico senza speranza.
È doppiato in giapponese da Yasuhiko Kawazu (versione Wii) e in italiano da Andrea De Nisco (versione Wii).

### Lolo
Lolo (ロロ?, Roro) è un'aspirante sacerdotessa di Lunatea: l'anello di Klonoa funziona grazie al suo potere in Klonoa 2: Lunatea's Veil. Appare anche in Klonoa Beach Volleyball.
È doppiata in giapponese da Tomoko Kawakami.

### Popka
Popka (ポプカ?, Popuka) è un amico di Lolo: lei lo prende con sé levandolo dalla strada (come viene mostrato nel suo finale in Klonoa Beach Volleyball). In Klonoa 2: Lunatea's Veil, titolo in cui fa il suo debutto, se viene aggiunto un secondo controller alla console, potrà essere giocabile assieme a Klonoa. Appare anche in Klonoa Beach Volleyball. Il suo aspetto è simile a quello di un cane.
È doppiato in giapponese da Wasabi Mizuta.

### Seadoph
Seadoph (シードフ?, Shīdofu) è il re di Brocca, il regno acqua. Ha come servo un pesce magico chiamato Pamela. Viene posseudto da Ghadius con Pamela e gli viene ordinato di sbarazzarsi di Klonoa e Huepow. Una volta che i due sconfiggono Seadoph e Pamela, questi ultimi ritornano normali e aiutano Klonoa nel suo viaggio.
È doppiato in giapponese da Yasuhiko Kawazu (versione Wii) e in italiano da Daniele Ornatelli (versione Wii).

### Pamela
Pamela (パメラ?, Pamera) è un pesce magico e il servo di Seadoph originaria del Regno Brocca. Viene posseduta da Ghadius insieme a Seadoph per sbarazzarsi di Klonoa e Huepow. Durante la Visione 5-1 Pamela traghetta volando Klonoa e Huepow al Tempio del Sole. Inoltre lei trasporta Klonoa e Huepow anche sul Regno Lunare.
È doppiata in giapponese da Yūko Minaguchi (versione Wii) e in italiano da Donatella Fanfani (versione Wii).

### Karal
Karal (カラル?, Kararu) è il figlio di Pamela. Quando Klonoa lo incontra la prima volta, è rinchiuso in una gabbia. Tramite un semplice interruttore, Klonoa riesce a salvarlo. Questi quindi porta lui e Huepow al palazzo del mare, dopo avergli chiesto di salvare Pamela.
È doppiato in giapponese da Tomoko Kaneda (versione Wii) e in italiano da Serena Clerici (versione Wii).

### Solare e Sole
Solare (ソラレ?, Sorare) è il prete di Coronia, il tempio del sole, Sole in originale Soleil (ソレイユ?, Soreiyu), invece è l'amico di Solare è ha sempre un'aria arrabbiata ed è un po' maleducato, invece Solare è gentile ed educato.
Sono doppiati in giapponese da Tomatsu Nishiwaki (Solare) e Ryōhei Nakao (Sole) e in italiano entrambi da Luca Sandri.

### Leorina
Leorina (レオリナ?, Reorina) è una Piratessa dei Cieli, cerca di far rintoccare la Quinta Campana per gettare Lunatea nel caos, e conquistare il potere in Klonoa 2: Lunatea's Veil. Appare anche in Klonoa Beach Volleyball.
È doppiata in giapponese da Yuriko Fuchizaki.

### Tat
Tat (タット?, Tatto) è la fedele spalla di Leorina: riesce a sdoppiarsi in due facce, una nera e una bianca.
Appare per la prima volta in Klonoa 2: Lunatea's Veil e in seguito in Klonoa Beach Volleyball. Il suo aspetto ricorda quello di un gatto.
È doppiata in giapponese da Satomi Kōrogi.

### Guntz
Guntz (ガンツ?, Gantsu) è un cacciatore di taglie anche conosciuto come il "killer d'oro" (「金色の死神」?, `Kin'iro no shinigami') apparso per la prima volta in Klonoa 2: Dream Champ Tournament. Nella versione americana dei giochi è stato rinominato Gantz. Ha l'aspetto di un Lupo.
È doppiato in giapponese da Takahiro Sakurai.

### Butz
Butz (ブッツ?, Buttsu) è il padre di Guntz, ucciso da Janga quando quest'ultimo era ancora un bambino. Non compare mai di persona e viene menzionato esclusivamente in Klonoa Heroes: Densetsu no Star Medal.

### Janga
Janga (ジャンガ?, Janga) è un killer dagli artigli avvelenati, è il responsabile della morte di Butz, il padre di Guntz, quando quest'ultimo era ancora un bambino. Appare per la prima volta in Klonoa Heroes: Densetsu no Star Medal come alleato di Garlen.
È doppiato in giapponese da Nobuyuki Hiyama.

### Chipple
Chipple (チップル?, Chippuru) ha le sembianze di un canguro ed è vestito da pugile. Fa la conoscenza di Klonoa in Klonoa: Empire of Dreams a Ghazzaland (la sua città d'origine) dove trasformato in un mostro affronta l'eroe ma in seguito viene sconfitto da quest'ultimo e ne diviene amico.
È doppiato in giapponese da Chiyako Shibahara e in italiano da Marco Vivio.

### Garlen
Garlen (ガーレン?, Gāren) è un malvagio genio militare che organizza il torneo Dream Champ Tournament in Klonoa 2: Dream Champ Tournament. La sua forma potenziata è Super Garlen (スーパーガーレン?, Sūpā Gāren), presente solo in Klonoa Beach Volleyball.
È doppiato in giapponese da Yuu Shimaka e in italiano da Roberto Stocchi.

### Nahatomb
Nahatomb (ナハトゥム?, Nahato~umu) è un'entità malvagia composta di incubi, boss finale di Klonoa: Door to Phantomile. In Klonoa Beach Volleyball appare in versione gangster, il cui aspetto risulta essere molto meno mostruoso della sua controparte originale ed è in grado di parlare.
È doppiato in giapponese da Daisuke Gōri.

### Re del Dolore
Il Re del Dolore (哀しみの王?, Kanashimi no ō) viene liberato quando Leorina fa rintoccare la quinta Campana, la Campana del Dolore nel Regno del Dolore in Klonoa 2: Lunatea's Veil. Ha un aspetto simile a quello di Klonoa.

### Pango
Pango (パンゴ?, Pango) è un Pangolin, una razza molto simile a quella degli armadilli, il quale appare in Klonoa Heroes: Densetsu no Star Medal dove si unisce a Klonoa e Guntz per sventare i piani di Garlen e trovare una cura per suo figlio Boris dalla malattia del sonno. Si rivela essere un grande esperto in esplosivi e bombe che sfrutterà nel corso del gioco come arma principale.
È doppiato in giapponese da Shōzō Iizuka.